# Túnel La Grupa
La Grupa es un túnel chileno de uso carretero ubicado en la comuna de Cabildo, Región de Valparaíso. Une esta ciudad con la comuna de Petorca, siendo parte de la ruta E-35. Tiene una longitud de 1277 metros.

## Antecedentes
Fue construido con fines ferroviarios para dar conexión a las estaciones de Pedegua y Cabildo, las cuales formaban parte del trayecto interior de la red ferroviaria Longitudinal Norte.
Actualmente se utiliza para conectar la localidad de Artificio con la ciudad de Cabildo, además de ser una conexión de esta última con la comuna de Petorca a través de la ruta E-35. Al poseer solo una vía, cuenta con un semáforo de 6 minutos que regula el tránsito.

## La Grupa II
En 2018 se aprobó un estudio de diseño para construir un túnel paralelo al existente. Este constará de doble vía, lo que evita el requerimiento de un semáforo para regular el tránsito. Además, se busca fomentar el turismo entre las regiones de Coquimbo y Valparaíso.